# Autoginefilia
Autoginefilia (/ˌɔːtoʊˌɡaɪnəˈfɪliə/; do grego αὐτό- ("si mesmo"), γυνή ("mulher") e φιλία ("amor") — "amar a si mesmo como mulher") é um termo cunhado em 1989 por Ray Blanchard, para se referir a "propensão parafílica de um homem se sentir sexualmente excitado pelo pensamento ou imagem de si mesmo como uma mulher," com a pretensão de que o termo se refira a "toda a gama de comportamentos e fantasias entre gêneros eroticamente estimulantes". O termo é parte do modelo explicativo proposto por Blanchard, a Tipologia da transexualidade de Blanchard, criada com base no trabalho de seu colega, Kurt Freund. Blanchard afirma que pretendia que o termo englobasse o travestismo, inclusive para ideias sexuais nas quais as roupas femininas desempenham apenas um papel pequeno ou nenhum. Outros termos para tais fantasias e comportamentos do gênero oposto incluem auto-monosexualidade, eonismo e inversão estética sexual.
Blanchard classificou a mulheres trans em dois grupos distintos: "transexuais homossexuais", que se atraem exclusivamente por homens e que procuram cirurgia de redesignação de sexo; e "transexuais autoginefílicos (AGP)" que se excitam sexualmente com a ideia de ter um corpo feminino.
A autoginefilia também foi caracterizada como uma orientação sexual. Blanchard escreveu em 1993 que "a autoginefilia pode ser melhor caracterizada como uma orientação do que como uma parafilia". Blanchard atribuiu a noção de alguns homens travestidos sendo sexualmente excitados pela imagem de si mesmos como mulheres a Hirschfeld, que afirmou: "Eles [os auto-monossexuais] se sentem atraídos não pelas mulheres fora deles, mas pela mulher dentro deles". A natureza exata da relação entre autoginefilia e disforia de gênero não é clara, e o desejo de viver como mulher geralmente permanece forte ou mais forte após o desaparecimento de uma resposta sexual inicial à ideia. Blanchard e Lawrence argumentam que isso ocorre porque a autoginefilia causa o desenvolvimento de uma identidade de gênero feminina, que se torna um apego emocional e uma aspiração por si só.
Apoiadores da tipologia incluem os sexólogos J. Michael Bailey, James Cantor, e Anne Lawrence; a bioética Alice Dreger; e outros. Dreger afirma que "existem muitos outros sexólogos profissionais que levam a sério a tipologia de Blanchard", citando 13 autores. Os defensores argumentam que a tipologia explica as diferenças entre os dois grupos na não-conformidade de gênero na infância, orientação sexual, histórico de fetichismo e idade de transição.
O conceito recebeu pouco interesse público até a publicação de 2003 de The Man Who Would Be Queen, do psicólogo J. Michael Bailey, embora Blanchard e outros tenham publicado estudos sobre o assunto por quase 20 anos. O livro de Bailey foi seguido por artigos revisados por pares criticando a metodologia usada por Blanchard. Estudos posteriores encontraram pouco suporte empírico para a autoginefilia como uma classificação de identidade sexual.
Na primeira crítica revisada por pares da pesquisa sobre autoginefilia, não foi encontrada nenhuma diferença substancial entre transexuais "autoginefílicos" e "homossexuais" em termos de disforia de gênero, afirmando que o significado clínico da autoginefilia não era claro. Ele escreve que "embora autoginefilia exista, a teoria é falha", e que "muitas pessoas designadas homem ao nascer prontamente admitem que este construto descreve seu interesse sexual e motivação. No entanto, não está claro com que precisão [a teoria de Blanchard] prevê o comportamento, história e motivação destas em geral". No único estudo empírico a apresentar uma alternativa à explicação de Blanchard em 2013, Larry Nuttbrock e colegas relataram que características semelhantes à autoginefilia estavam fortemente associadas a uma coorte geracional específica, bem como à etnia dos sujeitos; eles levantaram a hipótese de que a autoginefilia pode se tornar um "fenômeno em desaparecimento".

## Antecedentes
O fenômeno da transexualidade praticamente não foi estudado até o século XX. A primeira classificação de transexuais pode ser encontrada no trabalho de 1923 de Magnus Hirschfeld. Hirschfeld distinguiu entre cinco classificações: ginefílicas (com atração sexual por mulheres), bissexuais e androfílicas (atração sexual por homens), assexuais e narcisistas ou auto-monossexuais. Hirschfeld usou o termo auto-monossexual para descrever a excitação de uma pessoa designada homem ao nascer ao pensamento ou imagem de si como mulher.
Em 1966, Harry Benjamim escreveu que pesquisadores do seu tempo achavam que a atração por homem, enquanto o sentindo a si próprio como mulher, era um fator que distinguia o transexualismo do transvestismo.
A partir da década de 1950, os clínicos e pesquisadores desenvolveram uma variedade de classificações de transexualismo, baseados em orientação sexual, idade de início e fetichismo. A ideia de que existem dois tipos de mulheres trans é um tema recorrente na literatura clínica. Antes dos estudos de Blanchard, os dois grupos eram descritos como "transexuais homossexuais" se sexualmente atraídas por homens e "travestis fetichistas heterossexuais" sexualmente atraídas por mulheres. Esses rótulos carregavam um estigma social de mero fetichismo sexual e revertiam a auto-identificação de mulheres trans como "heterossexuais" ou "homossexuais", respectivamente.
Em 1980, no DSM-III, um novo diagnóstico foi introduzido, o de "302.5 Transexualismo" sob "Outros Transtornos Psicossexuais". Esta foi uma tentativa de fornecer uma categoria de diagnóstico para transtornos de identidade de gênero. A categoria de diagnóstico, transexualismo, foi para indivíduos disfóricos de gênero que demonstraram pelo menos dois anos de interesse contínuo em transformar seu status de gênero físico e social. Os subtipos eram assexual, homossexual (mesmo “sexo biológico”) heterossexual (outro “sexo biológico) e não especificados. Isto foi removido no DSM-IV, no qual o distúrbio de identidade de gênero foi substituiu o transexualismo. Taxonomias anteriores, ou sistemas de categorização, usaram os termos transexual clássico ou transexual verdadeiro, termos usados em diagnósticos diferenciais.
Em 1982, Kurt Freund e colegas argumentaram que havia dois tipos distintos de mulheres trans, com causas distintas: um tipo associado à feminilidade e androfilia (atração sexual por homens) e outro associado ao fetichismo e ginefilia (atração por mulheres). Freund afirmou que a excitação sexual neste último tipo poderia estar associada, não apenas ao cross-dressing, mas também a outros comportamentos femininos típicos, como maquiar-se ou depilar as pernas. Blanchard creditou Freund como o primeiro autor a distinguir entre a excitação erótica devido a se vestir como uma mulher (fetichismo travestico) e a excitação erótica devido a fantasiar sobre ser mulher (que Freund chamou de fetichismo do gênero oposto).
O sexólogo Ray Blanchard cunhou o termo Autoginefilia em 1989 para descrever transexuais MtF que eram sexualmente excitados pela ideia de ser uma mulher. Ele declarou que apesar de carecer de um termo especifico para descrever o conceito, havia evidencia para o conceito entre clínicos do século XX. Haverlock Ellis usou os termos “eonismo” e inversão sexo-estética para descrever comportamentos e sentimentos transgêneros similares.

## Terminologia
A literatura clínica de Freund, Blanchard e outros, dividiu as mulheres transexuais em dois grupos distintos:
- transexuais homossexuais, pessoas que são sexualmente atraídas por homens (idealmente heterossexuais) e supostamente tem o desejo de possuir um corpo feminino para atrair eles,
- transexuais hetero ou bissexuais, na qual o transexual supostamente acha a ideia de ter um corpo feminino excitante porém deseja ter uma parceira mulher heterossexual.[7]

Kurt Freund primeiramente distinguiu entre os dois tipos propostos num artigo de pesquisa de 1982, teorizando que os “homossexuais” transexuais são qualitativamente diferentes dos alegados “homens heterossexuais” com disforia de gênero. O sexologista Ray Blanchard cunhou o termo “Autoginefilia” para descrever esta última categoria de pessoas. Em um artigo de 2005 sobre o conceito de Ray Blanchard foi se observado que Freund foi provavelmente o primeiro autor a distinguir entre a excitação erótica devido a se vestir como uma mulher (transvestismo) versus excitação erótica, devido à transformação física em uma forma mais tipicamente feminina (autoginefilia).
As observações de Blanchard no Instituto Clarke começaram por categorizar os transexuais MtF em quatro grupos baseados em suas supostas orientações sexuais: homossexual, heterossexual, bissexual e assexual (exemplo: mulheres transexuais atraídas por homens, mulheres, ambos, ou nenhum, respectivamente.) Blanchard então conduziu uma série de estudos em pessoas que nasceram originalmente homens, e que possuíam disforia de gênero, incluindo transexuais MtF, e concluiu que existem apenas dois distintos transexuais.  Blanchard disse que um tipo de gênero disforia/transexualismo se manifesta em indivíduos que são exclusivamente atraídos por homens, a quem ele se referiu como transexuais homossexuais, adotando a terminologia de Freund. O outro tipo que ele definiu incluía transexuais que sentem atração sexuais por mulheres (ginefílicos), que sentem atrações por ambos homens e mulheres (bissexual), e que não sentem atração por nenhum dos dois (assexual); Blanchard se referiu a isso posteriormente como transexuais não-homossexuais. Blanchard diz que os "não-homossexuais" transexuais (mas não o "homossexuais" transexuais) exibem autoginefilia, que ele definiu como um interesse  parafilico em ter a anatomia feminina.

## Autoginefilia e autoandrofilia
Os termos alternativos propostos para a noção de autoginefilia incluem automonosexualidade, eonismo e inversão sexo-estética. O DSM-IV-TR inclui uma definição essencialmente equivalente e reconhece a autoginefilia como uma ocorrência comum na desordem de Travestismo fetichista, mas não classifica autoginefilia como uma desordem por si só. O Grupo de Trabalho sobre parafilias do DSM 5 incluiu a autoginefilia e a autoandrofilia como subtipos do transtorno transvestico, uma proposta que foi rejeitada pela World Professional Association for Transgender Health (WPATH), indicando a falta de evidência empírica para a teoria.
A autoginefilia é mais conhecida por seu uso na taxonomia de Blanchard para explicar a presença da disforia de gênero em transexuais MtF "não-homossexuais" (ginefílicos), em contraste com a disforia de gênero observadas em transexuais "homossexuais" (androfílicos). A autoginefilia também tem sido sugerida pertencer a padrões de amor romântico bem como de excitação sexual.
Blanchard fornece exemplos de casos para ilustrar as fantasias sexuais autoginefilicas que as pessoas relataram:
Philip era um homem de 38 anos de idade, encaminhado para a clínica do autor para avaliação... Philip começou a se masturbar na puberdade, que ocorreu aos 12 ou 13 anos. A mais antiga fantasia sexual que ele se lembrava era o de ter um corpo de mulher. Quando ele se masturbava, imaginava que era uma mulher nua deitada sozinha em sua cama. Sua imagem mental se concentrava nos seios, vagina, a suavidade de sua pele e assim por diante, todos os traços característicos da psique feminina. Esta permaneceu como sua fantasia sexual favorita ao longo de sua vida.
De acordo com Blanchard, "Um autoginéfilo não necessariamente fica sexualmente excitado toda vez que se auto-retrata como uma mulher ou se dedica ao comportamento feminino, do mesmo modo que um homem heterossexual não tem automaticamente uma ereção sempre que vê uma mulher atraente. Assim, o conceito de autoginefilia - como o de heterossexualidade, a homossexualidade ou a pedofilia - se refere a um potencial para a excitação sexual".
Blanchard classificou quatro subtipos de fantasias sexuais autoginefílicas, mas observou que "Todos os quatro tipos de autoginefilia tendem a ocorrer em combinação com outros tipos, em vez de por si só."
- Autoginefilia transvésstica: excitação à fantasia de usar roupas tipicamente femininas
- Autoginefilia comportamental: excitação à fantasia de fazer algo considerado como feminino
- Autoginefilia psicológica: excitação à fantasia de realizar funções corporais específicas das pessoas consideradas como femininas
- Autoginefilia anatômica: excitação à fantasia de ter um corpo de mulher normativo, ou partes de um corpo de mulher

Também existem pessoas atribuídas como sendo do sexo masculino no nascimento que afirmam se sentirem sexualmente excitadas pela imagem ou ideia de ter algumas, mas não toda a anatomia feminina normativa, tais como seios, mas mantendo o seu pênis e testículos; Blanchard se refere a este fenômeno como autoginefilia parcial
Para testar a possibilidade de que as mulheres natas também podem experimentar autoginefilia, Moser (2009) criou uma  Escala de autoginefilia para mulheres com base em itens usados para categorizar transexuais MtF (homem para mulher) como autoginéfilos em outros estudos. Um questionário que incluía a Escala foi distribuído a uma amostra de 51 mulheres empregadas em um hospital urbano; 29 questionários preenchidos foram devolvidos para análise. Pela definição comum de ter excitação erótica para o pensamento ou a imagem de si mesmo como uma mulher, 93% dos entrevistados seriam classificados como autoginéfilos. Usando uma definição mais rigorosa de excitação "frequente" para vários itens, 28% seriam classificados como autoginéfilos. No entanto, em uma resposta ao papel, Lawrence (2009) criticou a metodologia e as conclusões de Moser, e afirmou que a verdadeira autoginefilia ocorre muito raramente, ou nunca, em mulheres natas.

### DSM-5
No DSM-5, publicado em 2013, Com autoginefilia (se excita sexualmente por pensamentos ou imagens de si mesmo como mulher) é especificado em 302.3 Transtorno transvéstico (excitação sexual intensa à fantasias de crossdressing, impulsos ou comportamentos); a outra especificação Com fetichismo (se excita sexualmente por tecidos, materiais peças do vestuário).

## Autoandrofilia e autoandrofobia
O termo análogo autoandrofilia refere-se a uma pessoa atribuída ao sexo feminino ao nascer que se sente sexualmente excitada pelo pensamento ou imagem de ser um homem. Foi classificada como um tipo de fetichismo transvestico em uma proposta de revisão do DSM-5, mas não incluída na versão final. Há poucos trabalhos sobre autoandrofilia, e em uma entrevista para a revista Vice, Blanchard afirmou: "Propus simplesmente para não ser acusado de sexismo, porque há todas essas mulheres que querem dizer as mulheres podem violentar, mulheres podem ser pedófilas também, as mulheres podem ser exibicionistas também. É uma expressão perversa do feminismo, e assim, pensei, deixe-me corrigir isso. Eu não acho que o fenômeno existe."
Autoandrofobia (do grego αὐτό- ("si mesmo"), ἀνήρ ("homem") e φόβος ("medo") — "medo de si mesmo como homem") é um termo relacionado, mas diferente para autoginefilia que foi cunhado por Moser (2010). Alguns transexuais Homem-para-mulher que não podem fazer uso do estrogênio (por exemplo, devido a Trombose venosa profunda) descobriram que usar apenas antiandrógenos foram suficientes para conter suas disforia de gênero. Isso sugere que transexuais homem-para-mulher são motivados a fazer a transição não apenas por um interesse em possuir características femininas, mas também pelo desejo de bloquear características masculinas. De acordo com Moser, "o desejo de bloquear outros interesses sexuais não é característica de indivíduos com uma parafilia."